# چارلز ویلیام میلر
چارلز ویلیام میلر (انگلیسی: Charles William Miller; ۲۴ نوامبر ۱۸۷۴ – ۳۰ ژوئن ۱۹۵۳) بازیکن فوتبال، بازیکن کریکت، داور فوتبال، و بازیکن راگبی ۱۵ نفره اهل برزیل بود. میلر را پدر فوتبال برزیل می‌دانند. میلر باشگاه ورزشی سائوپائولو (SPAC)، یکی از قدیمی‌ترین باشگاه‌های ورزشی در برزیل و لیگ پائولیستا د فوت‌بال، کمپئوناتو پائولیستا فعلی، اولین لیگ فوتبال برزیل را تأسیس کرد. او همچنین پدر راگبی در برزیل محسوب می‌شود.

## زندگی
او در سائوپائولو زاده شد. پدرش جان میلر، مهندس راه‌آهن اهل اسکاتلند و مادرش کارلوتا فاکس، برزیلی انگلیسی‌تبار، بود. در سال ۱۸۸۴ او به مدرسه دولتی بنیستر کورت در ساوت‌همپتون انگلستان فرستاده شد که در آنجا فوتبال و کریکت را آموخت. زمانی که در مدرسه بود، برای باشگاه فوتبال کورینتیان و سنت مری (باشگاه فوتبال ساوت‌همپتون فعلی) بازی کرد.

## بازگشت به برزیل
وقتی میلر در سال ۱۸۹۴ به برزیل بازگشت، دو توپ فوتبال و مجموعه ای از قوانین اتحادیه فوتبال همپشایر را همراه خود آورد. میلر در راه اندازی تیم فوتبال باشگاه ورزشی سائوپائولو (SPAC) و لیگ پائولیستا، اولین لیگ فوتبال در برزیل نقش اساسی داشت. با او به عنوان مهاجم SPAC سه قهرمانی اول را در سال‌های ۱۹۰۲، ۱۹۰۳ و ۱۹۰۴ به دست آورد.
در سال ۱۹۰۶، میلر در دروازه بازی می‌کرد و به این ترتیب در سنگین‌ترین شکست سائوپائولو مقابل باشگاه ورزشی اینترناسیونال نقش داشت. پس از این نتیجه، سائوپائولو از لیگ و میلر از مدیریت آن استعفا داد. سائوپائولو در نهایت در سال ۱۹۰۷ به لیگ بازگشت و عنوان قهرمانی سال ۱۹۱۱ را به دست آورد و تا سال ۱۹۱۲ به رقابت ادامه داد.

## زندگی شخصی
میلر در شرکت راه‌آهن سائوپائولو کار می‌کرد و در سال ۱۹۰۴ مأمور پست سلطنتی و سرپرست معاونت کنسول بریتانیا شد. او در ساخت طرح باغ‌شهر در سائوپائولو که توسط بری پارکر و ریموند آنوین طراحی شده بود سرمایه‌گذاری کرد و سود قابل توجهی داشت.
در ژانویه ۱۹۰۶، او با نوازنده پیانو مشهور آنتونیتا راج (Antonietta Rudge) ازدواج کرد که از او صاحب دو فرزند به نام‌های کارلوس (متولد ۱۹۰۷) و هلنا (متولد ۱۹۰۹) شد. در اواخر دهه ۱۹۲۰ این زوج از هم جدا شدند. در سال ۱۹۳۹، شاید در آخرین بازگشتش به انگلستان، او در اولین بمباران ارتش جمهوری‌خواه ایرلند (IRA) زخمی شد. دخترش چند ثانیه قبل از انفجار بمب روی پله‌های ایستگاه متروی لندن نزدیک ویترین ایستاد.
او در ادامه زندگی به بازی کریکت و گلف ادامه داد. او در ۳۰ ژوئن ۱۹۵۳ در سائوپائولو درگذشت و در گورستان پروتستان در آنجا به خاک سپرده شد.

## حرفه
از باشگاه‌هایی که در آن بازی کرده است می‌توان به باشگاه فوتبال کورینتیان، باشگاه فوتبال ساوت‌همپتون، و باشگاه فوتبال کورینتیان کاسولس اشاره کرد.

### کمپئوناتو پائولیستا
در ۱۴ دسامبر ۱۹۰۱، لیگ پائولیستا د فوت-بال (لیگ فوتبال پائولیستا)، یا LPF، توسط چارلز میلر تشکیل شد. سری آ۱ که معمولاً به عنوان کمپئوناتو پائولیستا با نام مستعار پائولیستا شناخته می‌شود، لیگ برتر فوتبال حرفه ای ایالتی در ایالت سائوپائولو برزیل است. این لیگ که توسط فدراسیون فوتبال پائولیستا (FPF) اداره می‌شود و مسابقات بین ۱۶ باشگاه برگزار می‌شود و معمولاً از ژانویه تا آوریل ادامه دارد. رقابت بین چهار تیم از شناخته شده‌ترین تیم‌های برزیل (باشگاه فوتبال کورینتیانس، باشگاه فوتبال پالمیراس، باشگاه فوتبال سانتوس و باشگاه فوتبال سائو پائولو) تاریخ این رقابت‌ها را رقم زده است. کمپئوناتو پائولیستا قدیمی‌ترین لیگ تأسیس شده در برزیل است که از سال ۱۹۰۲ و به صورت حرفه ای از سال ۱۹۳۳ برگزار می‌شود.
میلر بین آوریل و اکتبر ۱۹۰۲، در اولین دوره مسابقات با سائوپائولو AC قهرمان شد و خود میلر به عنوان گلزن برتر این رقابت‌ها شرکت کرد.

## کتاب
- Lacey, Josh (2007) God Is Brazilian: Charles Miller, the Man Who Brought Football To Brazil. NPI Media Group. شابک ‎۰-۷۵۲۴-۳۴۱۴-۴